# 쥘리앵 그린

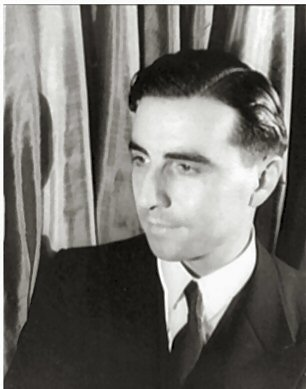
쥘리앵 그린 (1933년)

쥘리앵 그린(프랑스어: Julien Green, 1900년 9월 6일 ~ 1998년 8월 13일)은 20세기 프랑스 기독교 문학을 대표하는 작가이다. 1900년 파리시에서 아일랜드계 미국인 부모 밑에서 태어났다. 원래 이름은 줄리언 하트리지 그린(Julian Hartridge Green)이다.